# اچ‌ام‌اس الیمپوس (ان۳۵)
اچ‌ام‌اس الیمپوس (ان۳۵) (به انگلیسی: HMS Olympus (N35)) یک زیردریایی بود که طول آن ۸۶٫۵ متر (۲۸۴ فوت) بود. این زیردریایی در سال ۱۹۲۸ ساخته شد.